# 인천도시공사
인천도시공사(仁川都市公社, Incheon Housing and City Development Corporation(약호 iH))는 「지방공기업법」과 「인천도시공사 설립 및 운영에 관한 조례」 가 정하는 바에 따라 도시개발사업을 통한 시민 삶의 질 향상 및 지역사회 발전에 이바지함을 목적으로 한다. 본사는 인천광역시 남동구 인주대로914번길 42(만수동)에 위치하고 있다.

## 연혁
- 2003년  3월 : 인천도시개발공사 설립조례 공포
- 2003년  5월 : 인천도시개발공사 창립
- 2006년  7월 : 핸드볼선수단 창단
- 2011년 12월 : 인천관광공사와 통합하여 인천도시공사로 변경
- 2015년  9월 : 인천관광공사와 분리
- 2020년  5월 : 창립 17주년 기념식
- 2021년  5월 : 지방공기업 최초 AMC 겸영인가 승인
- 2021년  9월 : 지방공기업 최초 ESG채권 발행
- 2021년 12월 : ESG 경영 선포식 개최
- 2022년  4월 :  도시재생부분 5년연속 사회공헌대상 수상(명예의 전당 등록)
- 2022년  5월 : 친환경주택 에너지절약계획 검토 전문기관 지정, 공정채용 우수기관 인증(한국경영인증원)
- 2023년  5월 : 창립 20주년 기념식
- 2023년 12월: 소비자중심경영(CCM) 인증 * 수도권 도시개발군 지방공기업 중 최초 CCM 인증 획득

## 주요 업무
- 주택 및 일반건축물의 취득, 건설, 개발, 분양, 설계, 감리, 임대 및 관리사업
- 토지의 취득, 개발, 분양, 임대 및 관리사업
- 주택재개발·도시환경정비 및 주거환경개선 등 도시재생관련 사업
- 관광·리조트 등 관광지, 관광단지 조성 및 관리
- 공유수면 매립사업
- 지방산업단지 조성 및 관리사업
- 유통·물류단지 조성 및 관리사업
- 주차장 건설 및 운영사업
- 체육시설 건립 및 공원 개발사업
- 「해외건설촉진법」에 따른 해외건설업
- 관광숙박업
- 주택(대통령령으로 정하는 공공복리시설 포함)․토지 또는 공용․공공용 건축물의 관리 등의 수탁
- 그 밖에 국가 또는 지방자치단체로부터 위탁받은 사업
- 위 업무에 관련된 부대사업
- 그 밖에「지방공기업법」(이하 “법”이라 한다) 제2조와 관련되는 공공성과 수익성이 있는 경영수익사업 등

## 조직
- 1감사 5본부 1센터 / 4실 14처 1단 1센터 / 48팀 1연구소
- 인천도시공사 조직도

## 사진

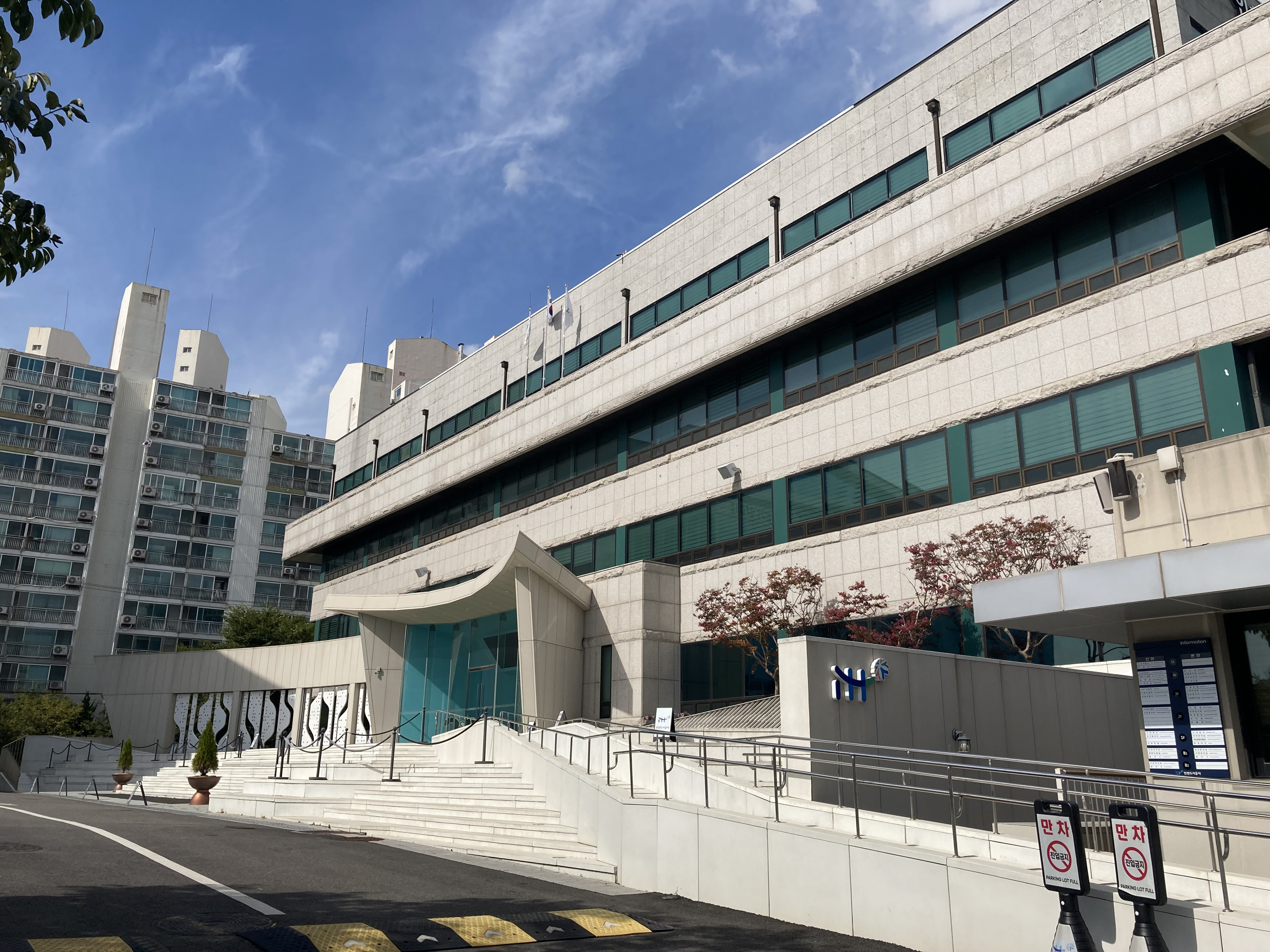
iH 본관
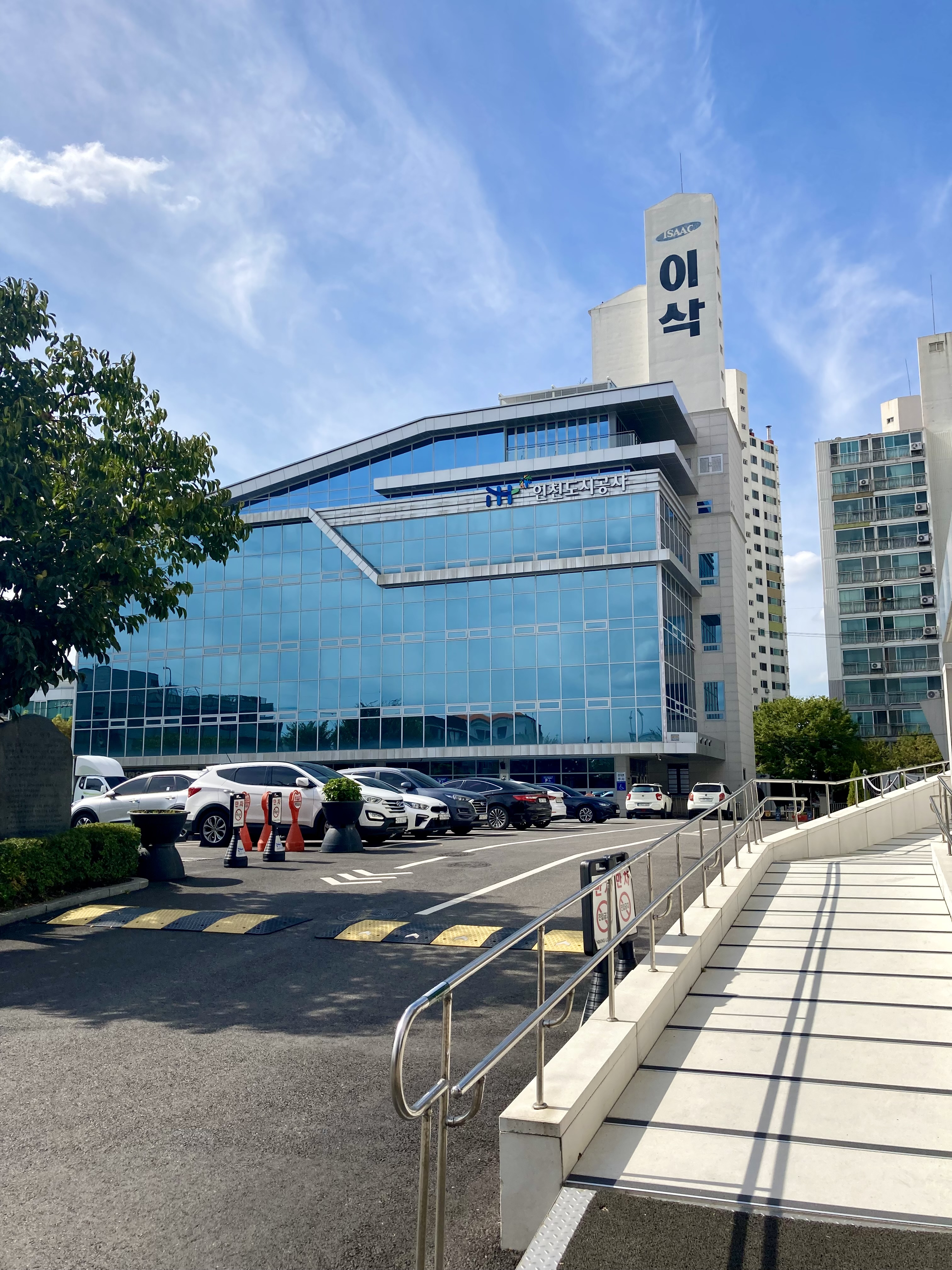
iH 신관
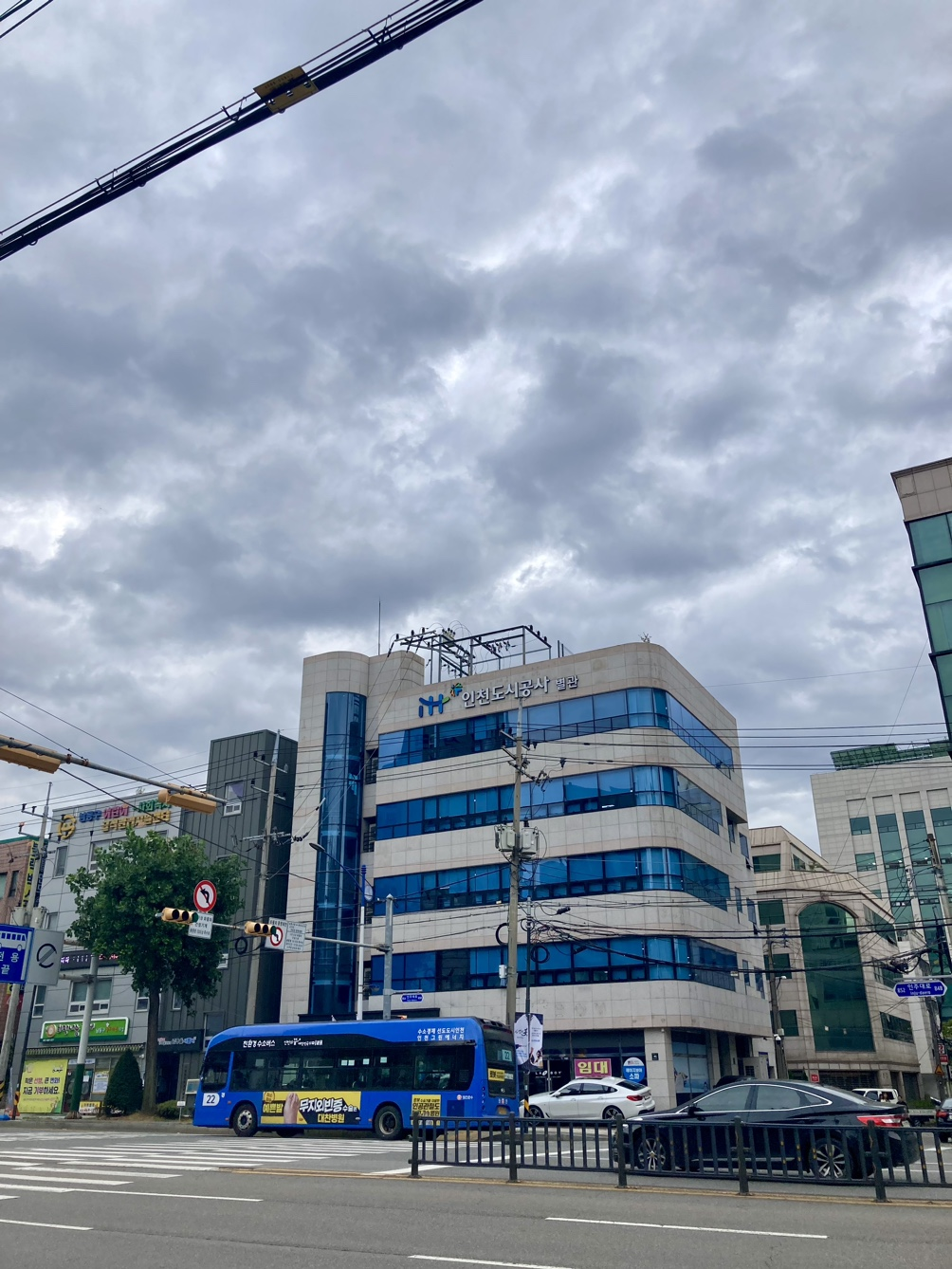
iH 별관

## 주요 사업

### 주거복지 사업
- 연수 영구임대아파트
- 청학 전세임대아파트
- 선학 영구임대아파트
- 연희 해드림 국민임대아파트
- 송도3단지 공공임대아파트
- 만석웰카운티 공공임대아파트
- 구월아시아드선수촌 1,6단지 공공임대아파트 등

### 도시재생 사업
- 화수정원마을 도시재생 뉴딜사업
- 만부마을 도시재생 뉴딜사업
- 더샵 부평센트럴시티 주택건설사업
- 동인천역 파크 푸르지오 주택건설사업
- 제물포역 도심 공공주택 복합사업
- 굴포천역 도심 공공주택 복합사업 등

### 주택건설 사업
- 송도웰카운티 1단지, 2단지, 4단지 아파트
- 논현웰카운티 아파트
- 청라웰카운티 17단지, 19단지 아파트
- 만석웰카운티 아파트
- 구월아시아드선수촌 2단지, 5단지, 8단지 및 구월센트럴자이 아파트
- 힐스테이트 검단 웰카운티
- e편한세상 검단 웰카운티 등

### 도시개발 사업
- 인천서창 택지개발사업
- 인천구월 공공주택지구 조성사업
- 미단시티 조성사업
- 영종하늘도시 개발사업
- 도화구역 도시개발사업
- 숭의운동장 도시개발사업
- 인천검단신도시 개발사업
- 계양 테크노밸리 신도시 개발사업
- 검암 플라시아 개발사업
- 구월2 공공주택지구 조성사업 등

## 주택 브랜드
- 웰카운티 보관됨 2024-04-25 - 웨이백 머신  WELL(WELL-BEING: 복지, 안녕)과 COUNTY(군: 도시 공동체 표현)의 합성어로, 도심속에서 잊혀진 공동체의 의미를 찾아 소통과 교류를 통해 풍요로운 주거 문화를 창조하는 아파트 브랜드
- 해드림 보관됨 2024-04-25 - 웨이백 머신 늘 지지 않는 해(태양)처럼 고객에게 늘 꿈과 희망을 드리겠다는 의미를 가진 자연친화적인 아파트 브랜드